# Camio
Caim (Camio, Caym), prema demonologiji, pedeset i treći demon Goecije koji vlada nad 30 legija. Pojavljuje se u obličju ptice, najčešće kosa ili ima krunu na glavi i rep pauna. Kad uzme ljudski oblik nosi mač i ukrašen je repom pauna.
Nekoć je pripadao redu anđela, a sada zauzima visoki položaj u paklu. Podučava ljude razumijevanju jezika životinja i može predviđati budućnost. Njegovi odgovori mogu se pročitati iz gorućeg pepela ili ugljena iz vatre. Veoma je mudar i lukav.